# Vegyespároscurling-világbajnokság
A Vegyespároscurling-világbajnokság egy évente megrendezésre kerülő curlingverseny, amelyen a világ legjobb vegyespáros játékosai vesznek részt.

## Története
Az első versenyt 2008-ban írták ki. Svájc vegyespáros csapata Irene Schori és Toni Müller révén uralta a 2008-as és 2009-es bajnokságot. A 2010-es világbajnokságon Oroszország nyerte meg első világbajnoki címét azáltal, hogy legyőzte Új-Zélandot a döntőben, azonban nem sikerült megvédeni világbajnoki címüket a következő évben, mivel Svájc négy év alatt a harmadik elsőségét szerezte meg, a döntőben 11-2-re diadalmaskodva. Svájc ezután megvédte címét a következő évben, és negyedik aranyérmét nyerte Svédország ellen. 2013-ban Magyarország nyerte az első világbajnoki címet, miután legyőzte Svédországot a döntőben.

## Eredmények
| 2008 | Vierumäki, Finnország       | Svájc        | 5–4   | Finnország   | Svédország       | 9–2  | Norvégia         |
| 2009 | Dunedin, Új-Zéland          | Svájc        | 7–4   | Magyarország | Kanada           | 6–5  | Kína             |
| 2010 | Cseljabinszk, Oroszország   | Oroszország  | 9–7   | Új-Zéland    | Kína             | 8–7  | Spanyolország    |
| 2011 | St. Paul, Egyesült Államok  | Svájc        | 11–2  | Oroszország  | Franciaország    | 8–6  | Svédország       |
| 2012 | Erzurum, Törökország        | Svájc        | 7–6   | Svédország   | Ausztria         | 12–7 | Egyesült Államok |
| 2013 | Fredericton, Kanada         | Magyarország | 8–7   | Svédország   | Csehország       | 8–1  | Norvégia         |
| 2014 | Dumfries, Skócia            | Svájc        | 8 - 6 | Svédország   |                  | –    |                  |
| 2015 | Szocsi, Oroszország         | Magyarország | 6–5   | Svédország   | Norvégia         | 9–4  | Kanada           |
| 2016 | Karlstad, Svédország        | Oroszország  | 7–5   | Kína         | Egyesült Államok | 9–7  | Skócia           |
| 2017 | Lethbridge, Alberta, Kanada | Svájc        | 6-5   | Kanada       | Kína             | 6–2  | Csehország       |
| 2018 | Östersund, Svédország       | Svájc        | 9–6   | Oroszország  | Kanada           | 8–3  | Dél-Korea        |
| 2019 | Stavanger, Norvégia         | Svédország   | 6–5   | Kanada       | Egyesült Államok | 5–4  | Ausztrália       |

## Éremtáblázat
| Helyezés | Nemzet                    | Arany | Ezüst | Bronz | Összesen |
| 1        | Svájc                     | 7     | 0     | 0     | 7        |
| 2        | Oroszország               | 2     | 2     | 0     | 4        |
| 3        | Magyarország              | 2     | 1     | 0     | 3        |
| 4        | Svédország                | 1     | 4     | 1     | 6        |
| 5        | Kanada                    | 0     | 2     | 2     | 4        |
| 5        | Kína                      | 0     | 1     | 2     | 3        |
| 7        | Finnország                | 0     | 1     | 0     | 1        |
| 7        | Új-Zéland                 | 0     | 1     | 0     | 1        |
| 9        | Amerikai Egyesült Államok | 0     | 0     | 2     | 2        |
| 10       | Ausztria                  | 0     | 0     | 1     | 1        |
| 10       | Csehország                | 0     | 0     | 1     | 1        |
| 10       | Franciaország             | 0     | 0     | 1     | 1        |
| 10       | Norvégia                  | 0     | 0     | 1     | 1        |
| 10       | Spanyolország             | 0     | 0     | 1     | 1        |
| Összesen | Összesen                  | 12    | 12    | 12    | 36       |